# 东万年遗址
东万年遗址，位于中国河北省邯郸市东万年村，为邯郸市武安市的一个省级文物保护单位，类型为古遗址，公布时间为1993年7月15日。
东万年遗址的历史年代为新石器时代、西周、战国。